# Ko Usen
Ko Usen of Koh Usen is een eiland in de Andamanse Zee voor het eiland Ko Lipe in het zuiden van Thailand. Het eiland is onbewoond en bestaat voornamelijk uit bos.